# Westamerikanischer Wacholder
Der Westamerikanische Wacholder (Juniperus occidentalis), auch Westlicher Wacholder genannt, ist eine Pflanzenart aus der Familie der Zypressengewächse (Cupressaceae). Sie ist im westlichen Nordamerika heimisch.

## Beschreibung

### Habitus, Wurzelsystem und Rinde
Der Westamerikanische Wacholder wächst als immergrüner Baum. Das Erscheinungsbild sowie die Wuchshöhe hängen stark von der Höhenlage, der Niederschlagsmenge und den Bodenverhältnissen ab. Auf tiefgründigen Böden und in geschützter Lage kann er eine maximale Wuchshöhe von 22 Metern erreichen. Altbäume, die nahe der Waldgrenze wachsen, besitzen ungewöhnlich starke, drehwüchsige Stämme und breite, vom Wind zerzauste Kronen, die mit vielen Trockenästen versehen sind.
Der Westamerikanische Wacholder besitzt ein sehr kräftiges, tief- und weitreichendes Wurzelsystem. Es ist in der Lage, selbst in Felsspalten Halt zu finden und den Baum mit Wasser zu versorgen.
Die rotbraune Borke ist längsrissig und bedeckt den Stamm von stark exponierten Altbäumen nur mehr in schmalen Streifen. Die graubraune Borke von Jungbäumen löst sich in großen Schuppen ab. Kräftige Zweige besitzen eine rotbraune Rinde, die sich in dünnen und papierartigen Schuppen ablöst.

### Holz
Das fast weiße Splintholz umgibt das harte und relativ schwere rötliche Kernholz. Es ist sehr dauerhaft und riecht sehr aromatisch.

### Blätter

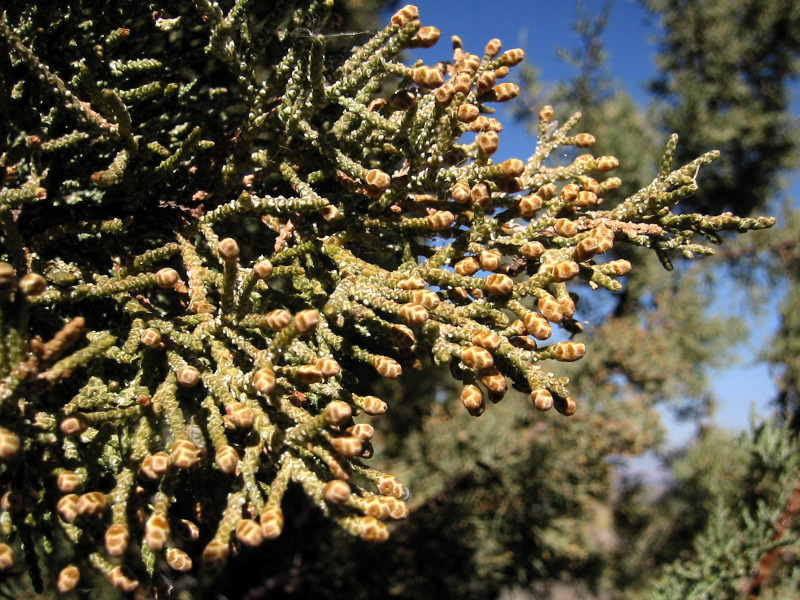
Zweige mit Blättern des Westamerikanischen Wacholders

Die zahlreichen, gegenständig oder zu dritt in Wirteln, dicht an kräftigen Zweigen angeordneten Schuppenblätter sind grau-grün, etwa 3 Millimeter lang und besitzen einen fein gezähnten Rand. Bei jungen und kräftigen Zweigen stehen die Blattspitzen etwas ab. Die von einem dicken Häutchen (Cuticula) umgebenen Blätter besitzen als Anpassung an das trockene Klima keine Spaltöffnungen. Auf der gewölbten Rückseite der Schuppenblätter befindet sich eine deutlich zu erkennende Harzdrüse, die im Herbst eine harzartige Flüssigkeit ausscheidet. Sämlinge besitzen rund 1,3 Zentimeter lange, sehr spitze und pfriemlich geformte Nadeln.

### Blüten, Zapfen und Samen

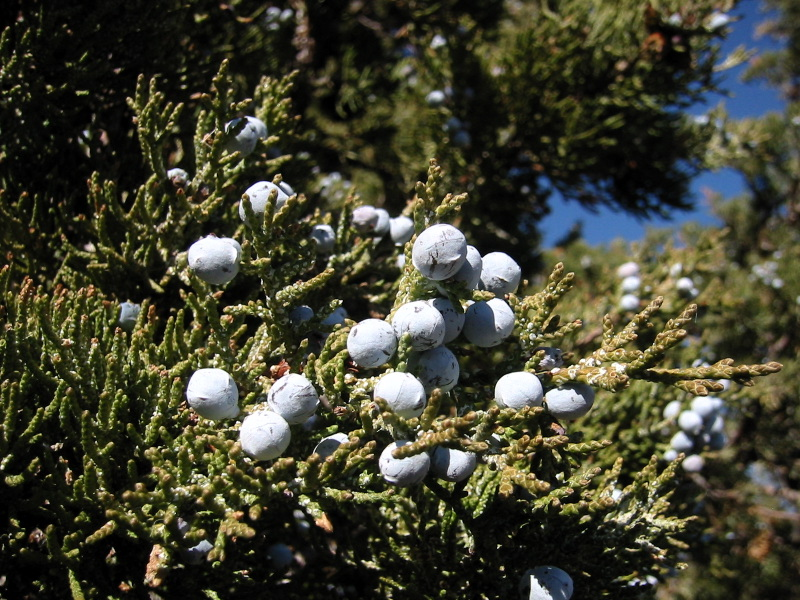
Zweige mit reifen Zapfen des Westamerikanischen Wacholders

Der Westamerikanische Wacholder ist meist einhäusig (monözisch), selten zweihäusig (diözisch) getrenntgeschlechtig. Die Blütezeit erstreckt sich von April bis Mai. Die männlichen Blüten besitzen 12 bis 18 Staubblätter. Die weiblichen Zapfenblüten haben spitz eiförmige Samenanlagen, die nach der Bestäubung von fleischigen Schuppenblättern umschlossen werden. Die 6 bis 8 Millimeter dicken Beerenzapfen reifen im Herbst des zweiten Jahres. Sie sind zur Reife blauschwarz und weiß bereift. Das dünne und harzige „Fruchtfleisch“ wird von einer festen Schale umgeben. Sie verbleiben im Winter am Baum. Jeder Beerenzapfen enthält zwei bis drei hartschalige Samen, die circa 3 Millimeter lang werden. Sie sind etwas zugespitzt und weisen eine erhabene Rücken- und eine flache Vorderseite auf. Das Tausendkorngewicht beträgt rund 37 Gramm. Die Ausbreitung der Diasporen erfolgt großteils über Vögel (Ornithochorie).

### Chromosomenzahl
Die Chromosomenzahl beträgt  bei der Nominatform 2n = 22.

## Verbreitung und Standort

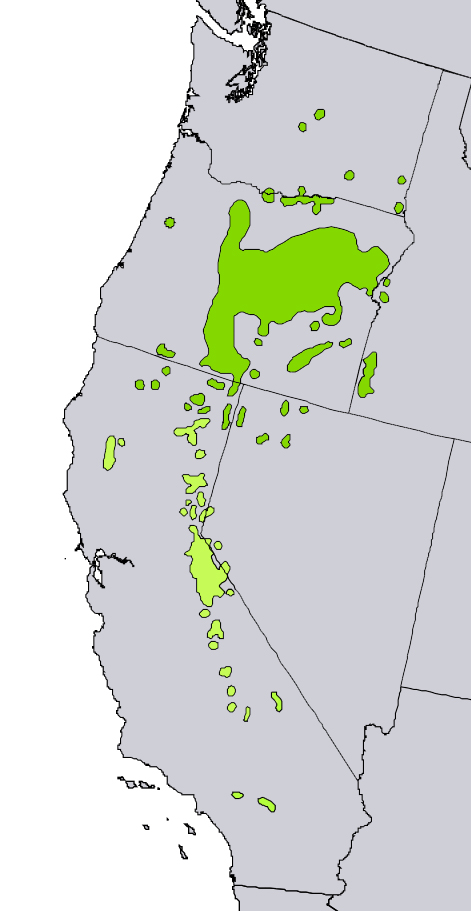
Karte des Verbreitungsgebietes

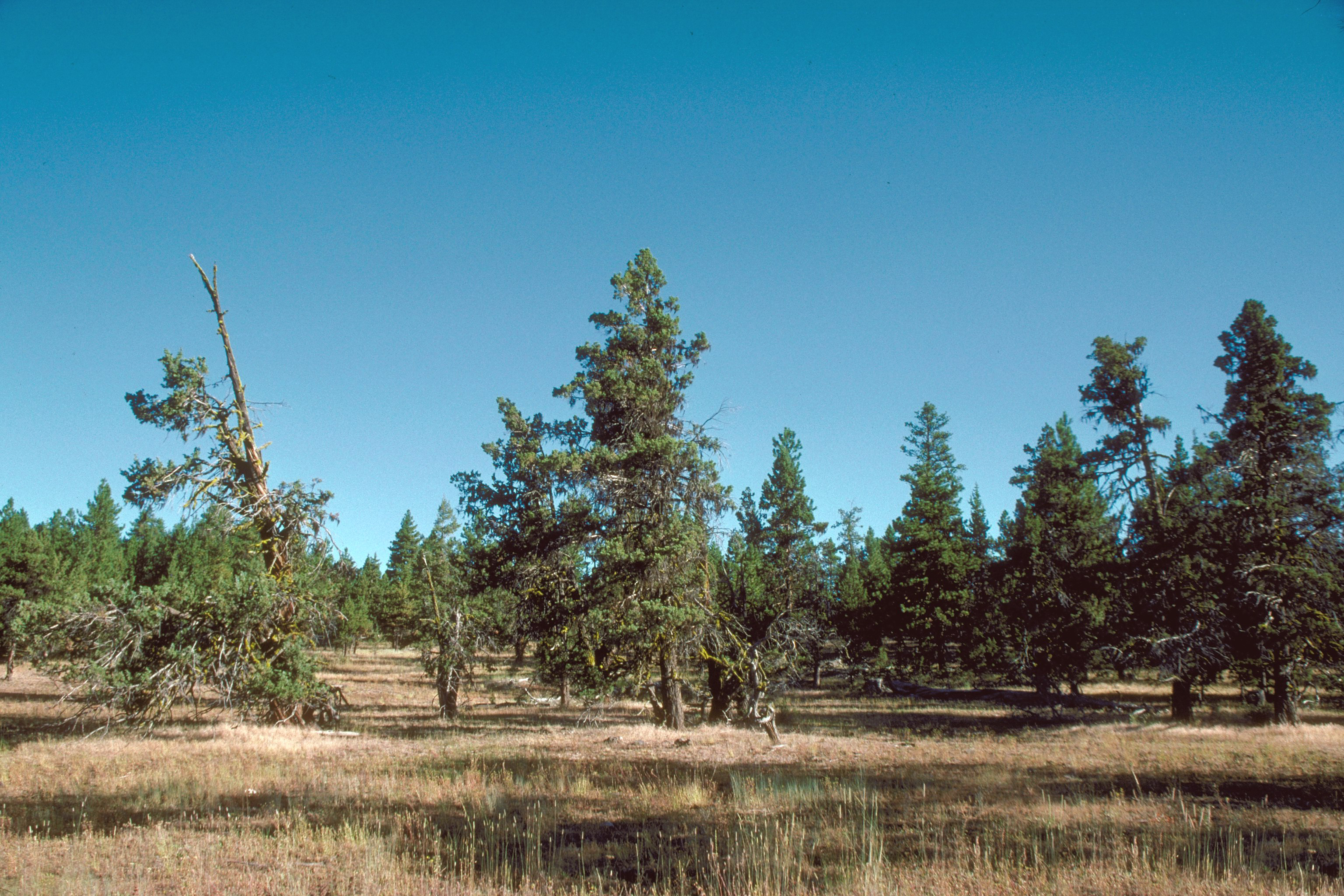
Baumgruppe von Westamerikanischen Wacholdern

Der Schwerpunkt des Verbreitungsgebietes des Westamerikanischen Wacholders liegt in den sehr trockenen Steppen des mittleren und südlichen Oregons. Den nördlichsten Punkt des natürlichen Vorkommens bilden isolierte Kleinvorkommen im mittleren und südlichen Washington. Die Ostgrenze bildet eine ebenfalls isolierte Population im äußersten Südwesten Idahos. Die Südgrenze verläuft durch das im nördlichen Kalifornien gelegene Lassen County und den Norden Nevadas. Sein Verbreitungsgebiet überlappt sich mit dem des Rocky-Mountain-Wacholders (Juniperus scopulorum).
Diese Art gilt als lichtbedürftig, dürrebeständig, anspruchslos und widerstandsfähig gegenüber Kälte, Hitze, Wind, Schneestürmen und Sommergewitterstürmen mit Blitzschlag und den daraus entstehenden Bränden. Sie besiedelt Standorte mit Jahresniederschlägen von rund 230 bis 355 mm und kommt in Höhen von 200 bis 3.100 Metern vor. Selbst stark exponierte Felsen werden besiedelt. Der Westamerikanische Wacholder bildet kaum Mischbestände mit anderen Baumarten. An Begleitbaumarten werden die Gelb-Kiefer (Pinus ponderosa) oder Cercocarpus ledifolius beobachtet. In den höheren Besiedlungslagen werden die Küsten-Kiefer (Pinus contorta subsp. latifolia) und die Gebirgs-Douglasie (Pseudotsuga menziesii var. glauca) genannt.

## Nutzung
Aufgrund der unzugänglichen Standorte kommt dem Westamerikanischen Wacholder kaum eine wirtschaftliche Bedeutung zu. Da das Holz selbst bei Bodenkontakt sehr widerstandsfähig ist, werden gelegentlich Zaunpfähle daraus hergestellt. Es wäre des Weiteren zur Herstellung von Möbeln, Paneelen und Furnieren geeignet. Das ätherische Öl, das aus dem Kernholz dieser und anderer Wacholderarten gewonnen werden kann, findet als Geruchskomponente bei Seifen, Sprays und Desinfektionsmitteln sowie als Immersionsöl in der Mikroskopie Verwendung. Das Harz soll von den kalifornischen Indianern benutzt worden sein, um Federn an ihren Pfeilen zu befestigen.

## Systematik
Juniperus occidentalis wird innerhalb der Gattung Juniperus der Untergattung Sabina und der Sektion Occidentalis zugeordnet. Die Arten dieser Sektion besitzen fein gezähnte Blätter und die Beerenzapfen sind bei der Reife dunkelblau. Andere Quellen allerdings führen die Untergattung Sabina als Sektion Sabina ohne weitere Unterteilungen. Ein Synonym für Juniperus occidentalis Hook. ist Juniperus andina Nutt.
Verschiedene Quellen teilen die Art in die zwei Unterarten Juniperus occidentalis Hook. subsp. occidentalis – die Nominatform – und die südliche Unterart Juniperus occidentalis Hook. subsp. australis Vasek. Nach neuen Untersuchungen wurde dieser Unterart aber Artstatus als Juniperus grandis R.P.Adams zuerkannt.

## Gefährdung und Schutzmaßnahmen
Der Westamerikanische Wacholder wird von  der Weltnaturschutzunion IUCN zwar in der Roten Liste gefährdeter Arten geführt, aber als nicht gefährdet („Least Concern“) bezeichnet. Es wurde festgestellt, dass Bestand und Verbreitung der Art stark zunehmen, da die Beweidung durch Nutztiere rückläufig ist, wodurch Sämlinge besser vor Witterungseinflüssen und Pflanzenfressern geschützt sind.
In den USA wird diese Wacholderart im Bundesstaat Nevada durch Einschränkung der Nutzung unter Schutz gestellt.